# Paul Abel Mamba Diatta
Paul Abel Mamba Diatta (Cabrousse, 5 dicembre 1960) è un vescovo cattolico senegalese, dal 4 novembre 2021 vescovo di Tambacounda.

## Biografia
Paul Abel Mamba Diatta è nato a Cabrousse, un villaggio costiero della Casamance, il 5 dicembre 1960.

### Formazione e ministero sacerdotale
Ha studiato nel seminario minore "San Luigi" di Ziguinchor, poi nel seminario medio "Nostra Signora" di Ziguinchor, infine nel seminario maggiore nazionale "Libermann" di Sebikhotane a Dakar.
L'8 aprile 1988 è stato ordinato presbitero per la diocesi di Ziguinchor. In seguito è stato economo del seminario medio "Nostra Signora" di Ziguinchor dal 1988 al 1991. Nel 1991 è stato inviato nella diocesi di Tambacounda come sacerdote fidei donum. Inizialmente è stato direttore del seminario minore di Tambacounda dal 1991 al 1993. Nel 1993 è stato inviato in Camerun per studiare gestione, contabilità e informatica all'Istituto cattolico di Yaoundé. Tornato in patria è stato economo diocesano dal 1995 al 2004 ed economo della Caritas diocesana dal 2004 al 2006. Tra il 2006 e il 2007 ha trascorso un anno sabbatico presso il Centre Sèvres di Parigi. Tornato nella sua diocesi di origine, è stato vicario parrocchiale della parrocchia dei Martiri d'Uganda a Colobane dal 2007 al 2009 e amministratore apostolico di quella sede dal 2010.

### Ministero episcopale
Il 25 gennaio 2012 papa Benedetto XVI lo ha nominato vescovo di Ziguinchor. Ha ricevuto l'ordinazione episcopale il 21 aprile successivo nel seminario minore "San Luigi" di Ziguinchor dal cardinale Théodore-Adrien Sarr, arcivescovo metropolita di Dakar, co-consacranti il vescovo di Tambacounda Jean-Noël Diouf e quello di Kolda Jean-Pierre Bassène.
Nel novembre del 2014 ha compiuto la visita ad limina.
Il 4 novembre 2021 papa Francesco lo ha nominato vescovo di Tambacounda. Ha preso possesso della diocesi il 6 febbraio successivo.
Dal novembre del 2024 è presidente della Conferenza dei vescovi del Senegal, della Mauritania, di Capo Verde e di Guinea-Bissau. Dal 18 novembre 2017 al novembre del 2024 è stato vicepresidente della stessa.
Per alcuni anni ha fatto parte del consiglio di amministrazione della Fondazione Giovanni Paolo II per il Sahel.

## Genealogia episcopale
La genealogia episcopale è:
- Cardinale Scipione Rebiba
- Cardinale Giulio Antonio Santori
- Cardinale Girolamo Bernerio, O.P.
- Arcivescovo Galeazzo Sanvitale
- Cardinale Ludovico Ludovisi
- Cardinale Luigi Caetani
- Cardinale Ulderico Carpegna
- Cardinale Paluzzo Paluzzi Altieri degli Albertoni
- Papa Benedetto XIII
- Papa Benedetto XIV
- Papa Clemente XIII
- Cardinale Marcantonio Colonna
- Cardinale Giacinto Sigismondo Gerdil, B.
- Cardinale Giulio Maria della Somaglia
- Cardinale Carlo Odescalchi, S.I.
- Vescovo Eugène de Mazenod, O.M.I.
- Cardinale Joseph Hippolyte Guibert, O.M.I.
- Cardinale François-Marie-Benjamin Richard de la Vergne
- Vescovo Marie-Prosper-Adolphe de Bonfils
- Cardinale Louis-Ernest Dubois
- Cardinale Pierre-Marie Gerlier
- Arcivescovo Émile André Jean-Marie Maury
- Cardinale Hyacinthe Thiandoum
- Cardinale Théodore-Adrien Sarr
- Vescovo Paul Abel Mamba Diatta